# ديتليف بلونك
ديتيليف كونراد بلونك (بالدنماركية: Ditlev Conrad Blunck)‏ (ولد في 22 يونيو 1798 - توفي في 7 يناير 1853) هو رسام ألماني ودنماركي مرتبط بالعصر الذهبي الدنماركي خلال النصف الأول من القرن التاسع عشر.

## السيرة

لوحة بعنوان "فنان شاب (ديتليف بلونك) يفحص رسمة في المرآة"، برسشة فيليم بيندز، عام 1826

ولد بلونك في هولشتاين في شمال ألمانيا عام 1798. وبدأ دراسته في عام 1814 في الأكاديمية الملكية الدنماركية للفنون الجميلة في كوبنهاغن كطالب لكريسيان أوغست لورنتزن (1746-1828). كما تلقى تعليما على يد كريستوفر فيليم إكيرسبيرغ. انتقل بلونك إلى ميونيخ عام 1818، نظرا لعدم شعوره بالرضا إزاء التدريس الذي تلقاه، وألتحق بالأكاديمية هناك كطالب. وبقي يدرس فيها حتى عام 1820، ثم عاد إلى كوبنهاغن.
عند عودته إلى الدنمارك، أصبح بلونك طالبًا للأستاذ، والرسام التاريخي يوهان لودفيغ لوند (1777–1867)، الذي كان له تأثيرًا كبيرًا على لوحاته. ولذلك، كانت أغلب لوحات بلوك الأولى رسمًا تاريخيًا. 

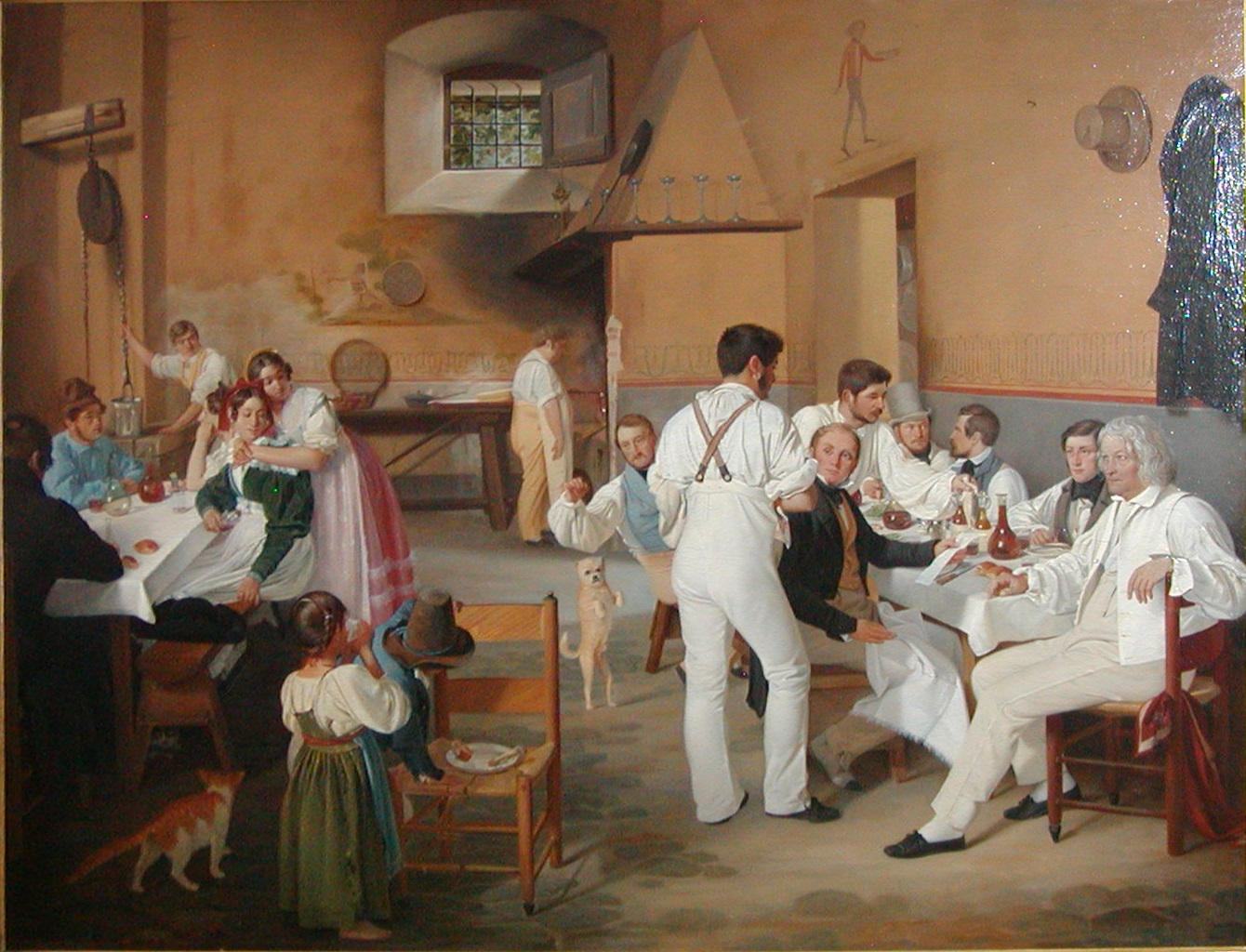
لوحة الفنانون الدانماركيون في نزل لاغينسولا

كان تأثير أستاذه لوند واضح بشكل خاص خلال فترة إقامته في ألمانيا ابتداء من عام 1828. وتعرف في برلين، ميونيخ ودرسدن أصدقاء لوند، بما في ذلك الرسام الرومنطيقي كاسبر ديفيد فريدريك (1774-1840). ولكن، فقد تأثر أكثر بأعمال يوهان فريدريك أوفربيك (1789-1869) في تغيير اتجاهه الفني. بدأ يكرس نفسه للعنصر الديني وطور مثل عدد قليل من الدنماركيين أسلوب الرسم، الذي تأثر بقوة بالحركة الفنية الناصرية.

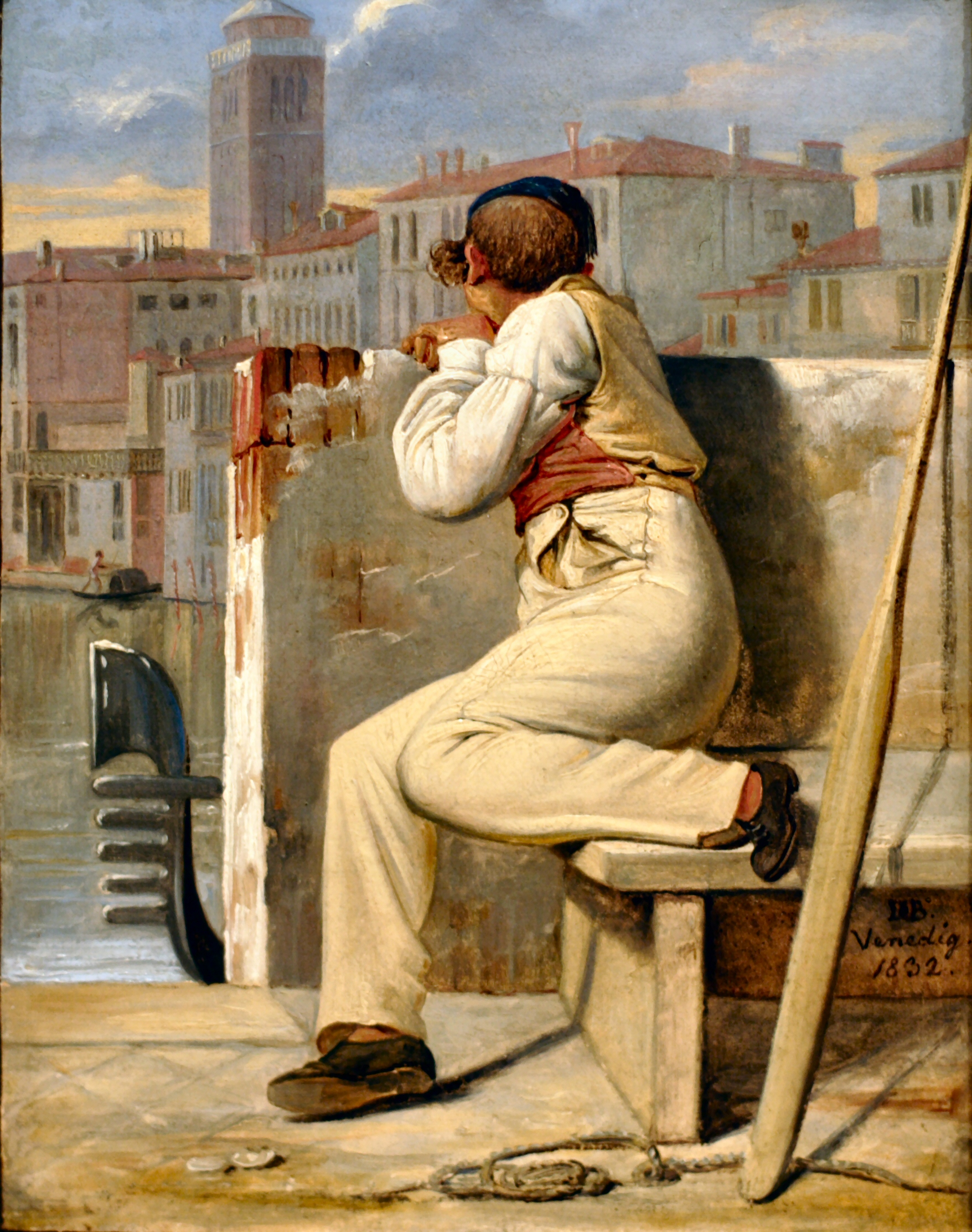
لوحة "مجدف القوارب" لديتليف بلونك، 1832

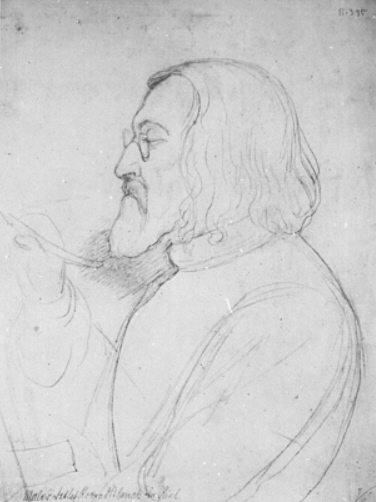
لوحة ديتليف بلونك بريشة ثيودزر ريهبنتز

كما عاش بلوك أيضا في روما في إيطاليا، أين قضى عشر سنوات هناك، وأين انضم إلى مجموعة الرسامين حول الرسام بيرتل تورفالدسن (1770-1844) ورسم العديد من لوحاته الرئيسية بما في ذلك الفنانين الدانماركيين في نُزل لاغينسولا.
عاش ديتليف بلونك آخر سنوات في هامبورغ حتى مات عام 1853 عن عمر يناهز 56 سنة.
تم إعلانه كشخص غير مرغوب فيه في الدنمارك في عام 1840، نظرًا لمثليته الجنسية. ونتيجة لذلك، غادر البلاد، وحارب ضد الدنمارك في حرب شلسفيغ الأولى.

## مزيد من القراءة
- Ulrich Schulte-Wülwer: Malerei in Schleswig-Holstein. Katalog der Gemäldesammlung des Städtischen Museums Flensburg, Boyens, Heide 1989, (ردمك 3-8042-0467-8)